# Guillaume III Macorris
Guillaume de Marcouris (Guillaume III Macorris) (mort le 4 mars 1253) fut un abbé de Saint-Denis, Seigneur d'Asnières et premier conseiller de Saint-Louis.
Son premier acte connu date de mars 1245.
En 1248, il affranchit les serfs des villages de Villeneuve-la-Garenne, Gennevilliers, Asnières, Colombes, Courbevoie et Puteaux, moyennant pour les nouveaux arrivants, la somme de 1 700 livres.